# Banna, Ilocos Norte
Banna là một đô thị hạng 4 ở tỉnh Ilocos Norte, Philippines. Theo điều tra dân số năm 2007, đô thị này có dân số 18.161 người trong 3.390 hộ.

## Các đơn vị hành chính
Banna được chia ra 20 barangay.
| - Balioeg - Bangsar - Barbarangay - Bomitog - Bugasi - Caestebanan - Caribquib - Catagtaguen - Crispina - Hilario | - Imelda - Lorenzo - Macayepyep - Marcos - Nagpatayan - Valdez - Sinamar - Tabtabagan - Valenciano - Binacag |